# Luis Sánchez Polack
Luis Sánchez Polack (Valencia, 22 de julio de 1926-Madrid, 8 de febrero de 1999), también conocido como Tip, fue un actor y humorista español de televisión, radio y teatro, conocido por los dúos humorísticos de los que formó parte. El primero de ellos fue Tip y Top, y el segundo, de más relevancia, fue Tip y Coll, junto al humorista José Luis Coll.
De imaginación portentosamente surrealista, hizo característica su silueta alta, bigotuda, quijotesca y desgarbada, coronada por una gran chistera, al lado de la bajita y rechoncha, rematada por un bombín de Coll.
Era hermano del también actor Fernando Sánchez Polack y tío abuelo del director y guionista Luis Sánchez-Polack.

## Inicios como actor
De familia de clase media, estudió en la Escuela de Artes y Oficios y en la de Cerámica, hasta que emprendió su carrera teatral en 1944 como meritorio del Teatro María Guerrero de Madrid, con la obra de Luca de Tena De lo pintado a lo vivo. Una vez convertido en profesional, recorrió toda Andalucía en la Compañía de Ana María Noé.
Al año ingresó en el cuadro de intérpretes de Radio Madrid —Cadena SER—, donde Don Poeto Primavero de Quintillas (con Pototo y Boliche) fue uno de sus primeros trabajos como humorista. En Radio Madrid conoció a Joaquín Portillo, "Top", con quien formaría la pareja cómica Tip y Top, que duró 14 años. Juntos hicieron radio (Cabalgata Fin de Semana), películas como Días de feria, Mi tío Jacinto, Festival en Benidorm, La fierecilla domada,  La corista,  Las chicas de la Cruz Roja, El día de los enamorados, Un beso en el puerto o Tarde de toros, y aparecieron en televisión. 
Tip continuó en solitario en la televisión con el programa Las Zapatiestas, tras participar en el espacio de humor Consultorio (1961), junto a Álvaro de Laiglesia, al que seguirían Primera fila (1964), Novela (1966-69), Historia de la frivolidad (1968), La casa de los Martínez (1968-69) y El último café (1970), además de intervenir en la obra de teatro ¡Cómo está el servicio! (1968), de Alfonso Paso, junto a Florinda Chico.

## Tip y Coll

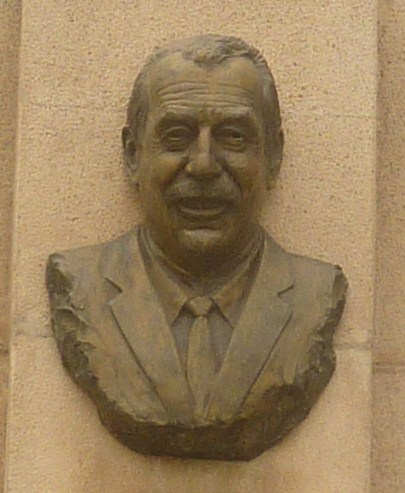
Luis Sánchez Polack, Tip

Fue por estos años cuando conoció a José Luis Coll, con el cual configuró el dúo Tip y Coll, aunque en un principio Luis quiso que se llamase "TipiColl Spain". La pareja de humoristas debutó en el Hotel Aránzazu de Bilbao y a partir de 1967 sus actuaciones se hicieron más famosas. En 1969 empezaron a trabajar en televisión (Galas del Sábado, después 625 líneas).
El 28 de enero de 1979 la emisión de su intervención fue censurada, en concreto, por un sketch en el que hacían referencia a un lapsus lingüístico del político socialista Enrique Múgica Herzog y abandonaron el programa. Volvieron a primeros de octubre para continuar participando en 625 líneas, pero su tercera aparición, la del día 21, fue censurada y volvieron a dejar el programa.
Tampoco los espectáculos en salas de fiestas (muchos años seguidos en Cleofás, ocho en Top-Less) se vieron libres de problemas. En enero de 1986 llevaron el show a Barcelona, pero tuvieron que suspenderlo el día 3 de febrero a raíz de una entrevista en el programa Fil directe, de Catalunya Ràdio, en el que Coll pidió que las preguntas le fueran formuladas en castellano. Las amenazas del grupo independentista La Crida motivaron la suspensión.
Escribieron juntos varias obras, como el espectáculo El sueño de unos locos de verano, El libro de Tip y Coll o Tip y Coll Spain. Pero Luis también trabajó en solitario (como más tarde haría en la pequeña pantalla, más en concreto, en el concurso El Gordo de Antena 3) y en largometrajes como Urtain el rey de la selva... o así (1969), de Manuel Summers, y Aunque la hormona se vista de seda (1971), de Vicente Escrivá.
El 9 de julio de 1982 fue operado de un tumor benigno en la garganta, lo que le dio un tono característico a su voz. Se incorporó también al programa  Protagonistas, del periodista Luis del Olmo, en la COPE y más tarde en Onda Cero, dentro de la tertulia El Estado de la nación, donde dio buena muestra de su ingenio y saber hacer. También participó en un espacio semanal, similar al radiofónico, que emitió la cadena privada de televisión Tele 5, Este país necesita un repaso (1993-95), dirigido por José Luis Coll. 
Una vez obtenida la nulidad de su primer matrimonio, se casó en 1986 con Amparo Torres Bosch en Valencia. Tres años antes habían contraído matrimonio civil.
Escribió Cantares del Mío Tip (1980) y Santos varones (1996).
Murió el 8 de febrero de 1999, después de varios meses convaleciente por un derrame cerebral.